# 爱丁顿环形山

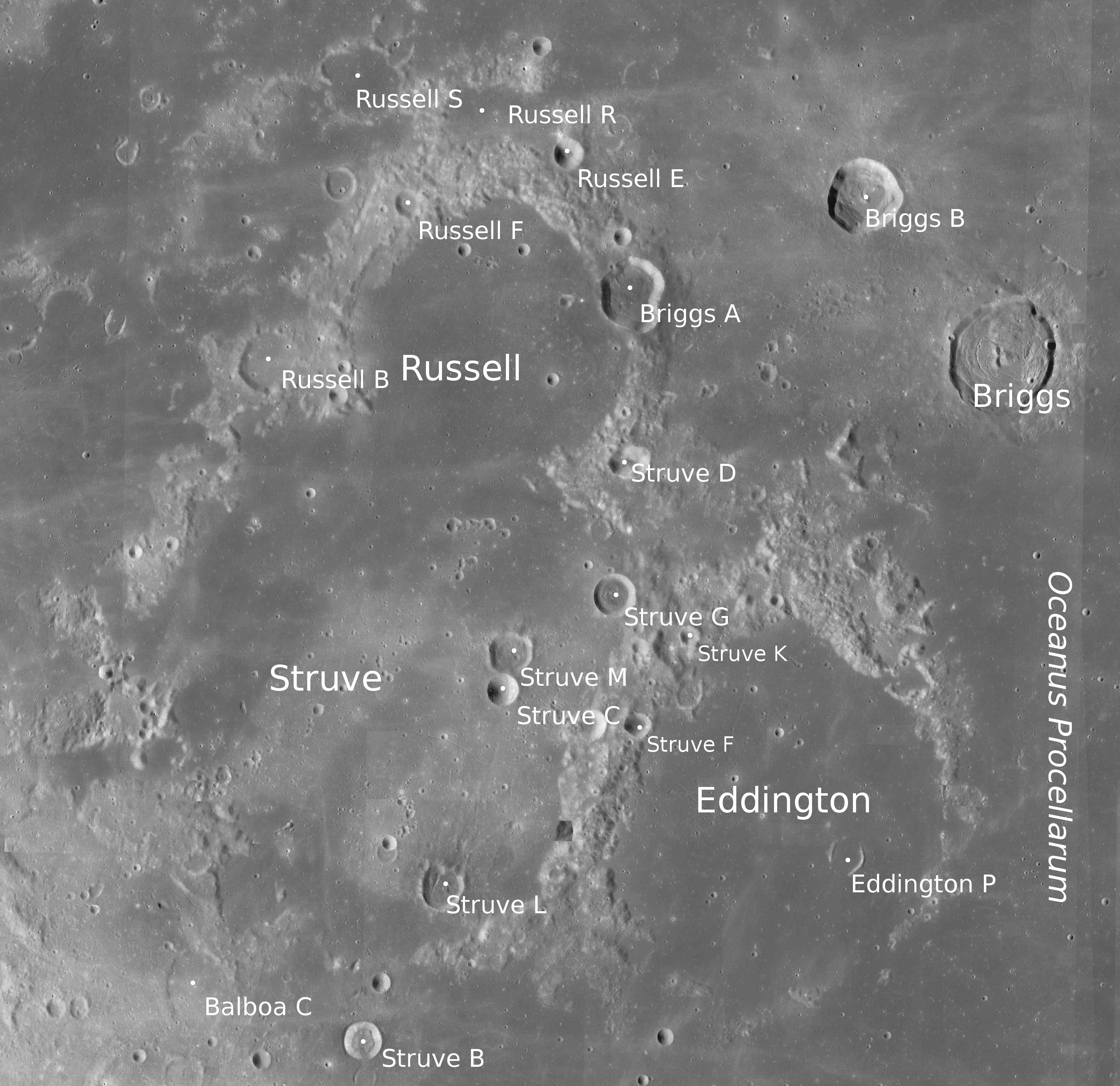
爱丁顿环形山的周边，月球勘测轨道飞行器拍摄。

爱丁顿环形山（Eddington）是月球正面位于风暴洋西部一座古老的大撞击坑残迹，约形成于45.5-39.2亿年前的前酒海纪，其名称取自英国天文学家暨数学家亚瑟·爱丁顿爵士(1882年-1944年)，1964年被国际天文学联合会批准接受。

## 描述
该陨坑西侧与巨大的环壁平原-斯特鲁维环形山相接壤、东北靠近布里格斯陨石坑、较小但突出的塞琉古环形山位于它的东南偏东，而克拉夫特环形山则坐落在它的南面。该陨坑中心月面坐标为21°30′N 72°01′W / 21.50°N 72.02°W，直径120.13公里，深度约2.91公里。
爱丁顿环形山的南侧及东南壁几乎已完全消失，现在月海表面只剩下少许显示其原始轮廓的残壁和隆起，因此，使该陨坑基本已形同风暴洋中的一处月湾。其余部分坑壁也已磨损且不规则，构成一道北侧最宽的山脉弧。残存的坑壁高出周边地形1590米，内部容积约有15156公里3。坑内已被玄武岩熔岩淹没，坑底表面较为平坦，分布有一些细小的撞击坑，靠东南是也已被熔岩淹没的卫星坑"爱丁顿 P"。假如爱丁顿环形山内曾有过中央峰的话，则现在已不再存在。

## 卫星陨石坑
按惯例，最靠近爱丁顿环形山的卫星坑将在月图上以字母标注在它的中心点旁边。

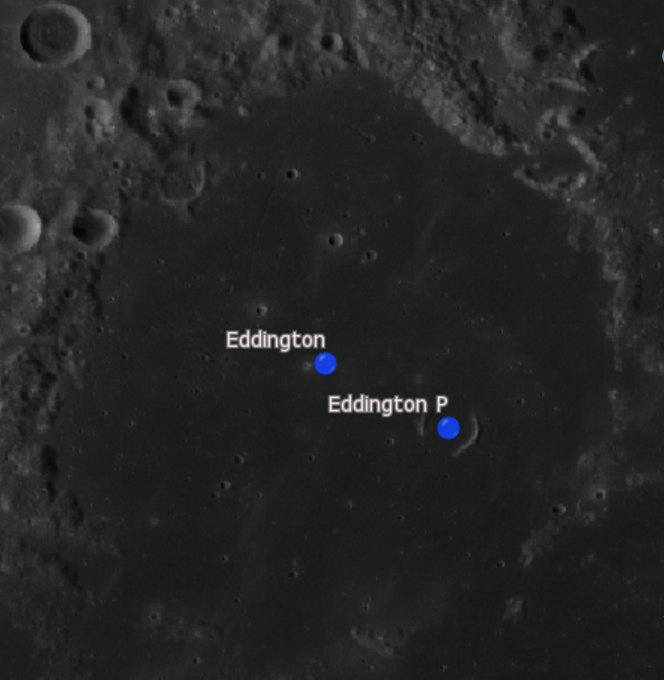
LAC-37 区域图

| 爱丁顿 | 纬度    | 经度    | 直径    |
| ------ | ------- | ------- | ------- |
| P      | 21.0° N | 71.0° W | 12 公里 |

## 另请参阅
- Andersson, L. E.; Whitaker, E. A. . NASA RP-1097. 1982.
- Blue, Jennifer. . USGS. July 25, 2007  [2007-08-05]. （原始内容存档于2018-12-25）.
- Bussey, B.; Spudis, P. . New York: Cambridge University Press. 2004. ISBN 978-0-521-81528-4.
- Cocks, Elijah E.; Cocks, Josiah C. . Tudor Publishers. 1995. ISBN 978-0-936389-27-1.
- McDowell, Jonathan. . Jonathan's Space Report. July 15, 2007  [2007-10-24]. （原始内容存档于2018-12-25）.
- Menzel, D. H.; Minnaert, M.; Levin, B.; Dollfus, A.; Bell, B. . Space Science Reviews. 1971, 12 (2): 136–186. Bibcode:1971SSRv...12..136M. doi:10.1007/BF00171763.
- Moore, Patrick. . Sterling Publishing Co. 2001. ISBN 978-0-304-35469-6.
- Price, Fred W. . Cambridge University Press. 1988. ISBN 978-0-521-33500-3.
- Rükl, Antonín. . Kalmbach Books. 1990. ISBN 978-0-913135-17-4.
- Webb, Rev. T. W.  6th revised. Dover. 1962. ISBN 978-0-486-20917-3.
- Whitaker, Ewen A. . Cambridge University Press. 1999. ISBN 978-0-521-62248-6.
- Wlasuk, Peter T. . Springer. 2000. ISBN 978-1-85233-193-1.